# Biorretroalimentación

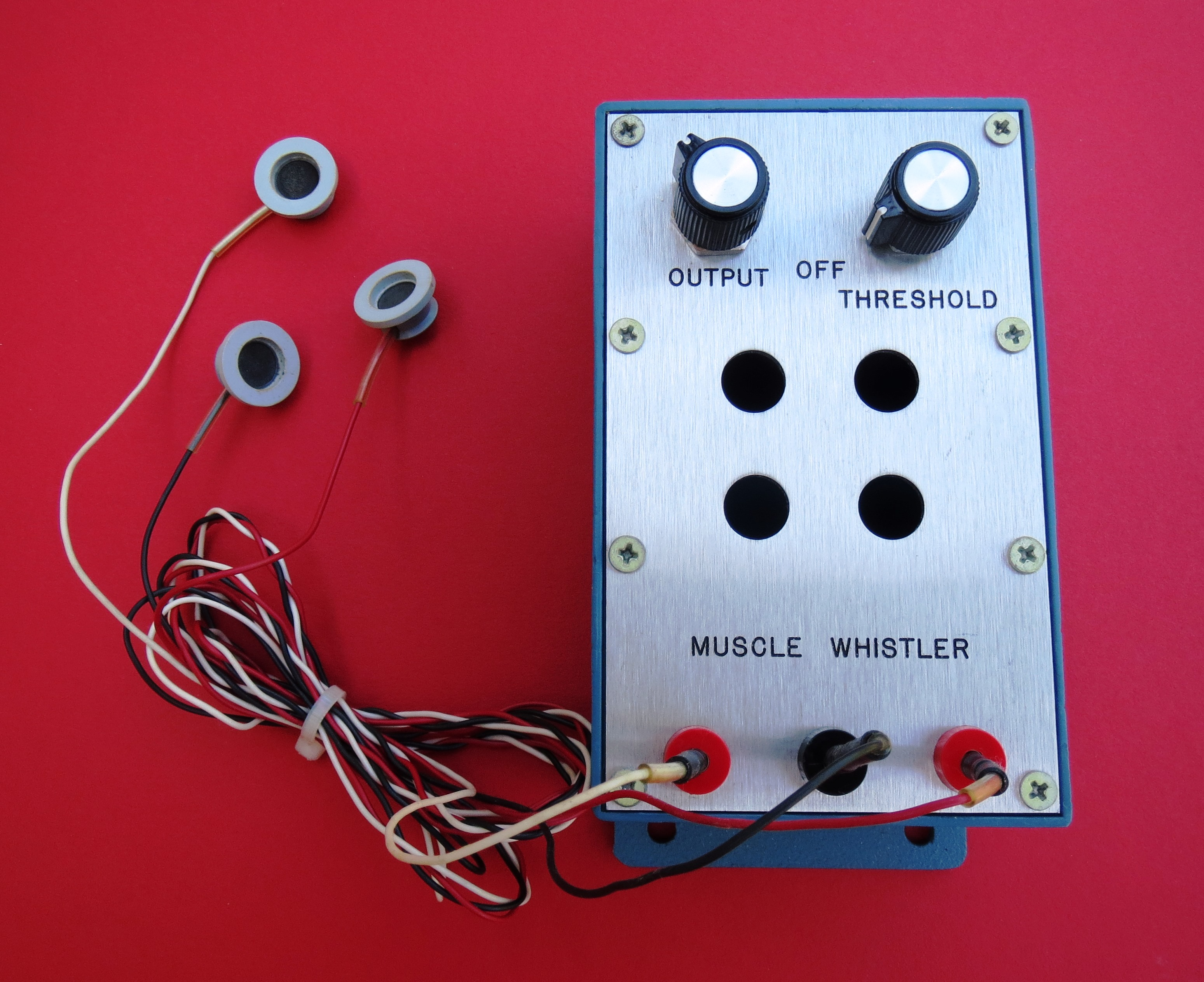
El Muscle Whistler fue el primer dispositivo de biorretroalimentación introducido para detectar el electromiograma a través de electrodos en la superficie de la piel y proveer retroalimentación en la forma de un tono acústico. Este dispositivo fue desarrollado en 1971 por el Dr. Harry Garland y el Dr. Roger Melen en la Universidad de Stanford.

La biorretroalimentación es una técnica que se emplea para controlar las funciones fisiológicas del organismo humano, mediante la utilización de un sistema de retroalimentación que informa al sujeto del estado de la función que se desea controlar de manera voluntaria. Este concepto surge a finales de 1969 para describir procedimientos de laboratorio ya desarrollados desde la década de 1940.

## Etimología
El término biofeedback (original en inglés) está compuesto por palabra griega bio, que significa vida, y la inglesa feedback que significa 'retroalimentación' o 'retroinformación', por lo tanto biofeedback puede traducirse por 'biorretroalimentación'.

## Definición
Tres organizaciones de biorretroalimentación profesionales, la Asociación de Psicofisiología Aplicada y Biofeedback (AAPB), Biofeedback Alianza Internacional de Certificación (BCIA) y la Sociedad Internacional de Neurofeedback y la Investigación (ISNR), llegaron a una definición consensuada de la biorretroalimentación en el 2008:

Es un proceso que permite a un individuo aprender cómo cambiar la actividad fisiológica a efectos de mejorar la salud y el rendimiento.  Instrumentos precisos miden la actividad fisiológica como ondas cerebrales, función cardiaca, la respiración, la actividad muscular y la temperatura de la piel. Estos instrumentos con rapidez y precisión 'retroalimentan' información al usuario. La presentación de esta información - a menudo en combinación con cambios en el pensamiento, las emociones y la conducta - apoya deseados cambios fisiológicos. Con el tiempo, estos cambios se pueden sostener sin el uso continuo de un instrumento.

## Técnicas de biorretroalimentación
Las técnicas de biorretroalimentación hacen posible que un individuo tenga consciencia de funciones biológicas que en condiciones normales no percibe, como la frecuencia cardiaca, la presión arterial o la conductancia de la piel. La información le llega al sujeto en forma de estímulos visuales o auditivos que le informan sobre el estado de la función fisiológica concreta. Puede utilizarse una escala graduada o una fila de luces que se iluminan o apagan en función del incremento o disminución de la respuesta fisiológica. En algunas ocasiones se emplean sonidos que cambian de intensidad o tono.
Dependiendo del sistema fisiológico sobre el que se informa al sujeto, la biorretroalimentación puede clasificarse en varios tipos:
- Respuestas del sistema nervioso somático, fundamentalmente a través del electromiograma.
- Respuestas del sistema nervioso autónomo, que incluyen presión arterial, frecuencia cardiaca, temperatura y ph estomacal entre otros.
- Respuesta del sistema nervioso central, obtenida a través del electroencefalograma en que se detectan los ritmos cerebrales (ondas alfa, theta, SM y MU).

Las técnicas de biorretroalimentación pueden emplearse para el tratamiento de diferentes problemas de salud, como la impotencia, incontinencia de esfínteres, ansiedad, insomnio, hipertensión, lesiones por esfuerzo repetitivo (LER) y migraña.